# Kaiserbund
Kaiserbund je francouzský projekt elektronické hudby, jenž se hlásí k hnutí Rock identitaire français (RIF). Projekt původně vznikl pro jediný účel, jímž bylo vytvoření elektronické skladby pro jednu z řady propagačních kompilací hudebních skupin RIF. Skladba však byla natolik úspěšná, že se dvoučlenný projekt rozhodl pokračovat i nadále a posléze vydal i vlastní CD.
Hudbu Kaiserbund lze označit jako techno, ačkoli sami muzikanti tento termín odmítají jako pro svou tvorbu příliš úzký. V tištěných materiálech, jako je například booklet jejich CD, se projevuje fascinace estetikou 30. let 20. století, především neoklasicismem.

## Diskografie
- Euromatrice type 1.7, r. 2000